# Mevastatina

Mevastatina é um fármaco membro da classe das estatinas, usado para tratar a hipercolesterolemia e prevenir doenças cardiovasculares.